# Жаклін Марс
Жаклін Марс (англ. Jacqueline Mars) — американська підприємиця-мільярдерка, голова правління кондиторської компанії Mars, Incorporated (з 1973). За Forbes, Жаклін Марс — четверта в рейтингу найбагатших жінок планети. На початку 2010 року посіла 52-ге місце в рейтингу найбагатших персон у світі і 19-те серед найбагатших людей США. Вартість її частки в компанії складає $ 11 мільярдів. 
Дочка Форреста Марса старшого і онучка Франкліна Марса, засновника компанії. Разом з братами, Джоном і Форрестом молодшим, провела дитинство в маєтку батьків The Plains у Вірджинії. Після закінчення школи вступила до коледжу Брайана Мора, де закінчила бакалаврат, отримавши якісну освіту у галузі мистецтва і науки.
У 1961 році одружилася з Девідом Баджером. У пари є троє дітей, в 1984 вони розійшлися. У 1986 пошлюила Генка Фогеля, розійшлася у 1990-х.